# Ministeri de l'Interior de Grècia

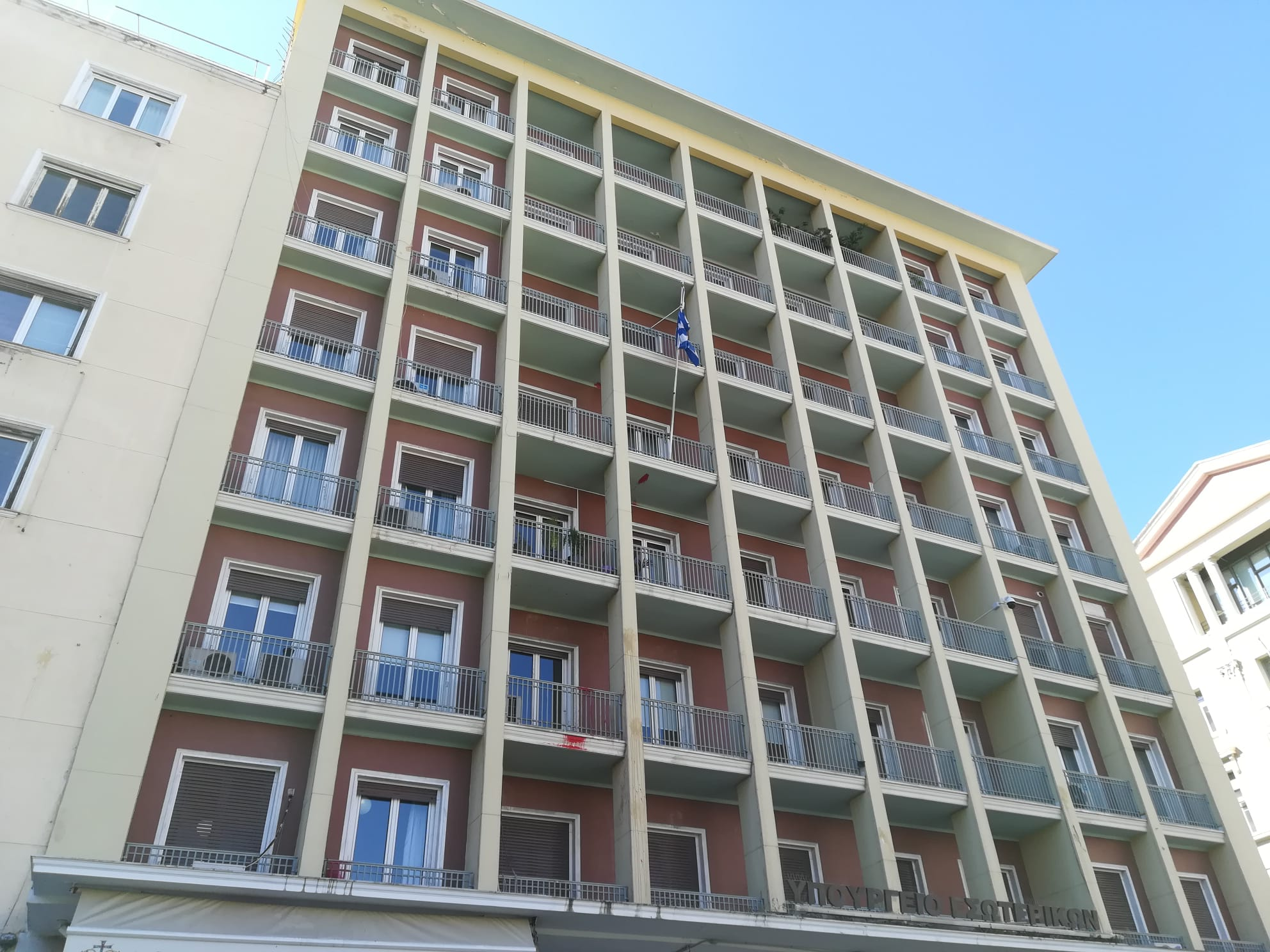
Seu del Ministeri.

El Ministeri de l'Interior (en grec: Υπουργείο Εσωτερικών) és un departament governamental de Grècia. De tant en tant l'oficina s'ha combinat amb el del Ministeri d'Ordre Públic. Des del 7 d'octubre de 2009 se'l coneixia com el Ministeri de l'Interior, Descentralització i Governança Electrònica (Υπουργείο Εσωτερικών, Αποκέντρωσης και Ηλεκτρονικής Διακυβέρνησης), fins a l'escissió d'un nou Ministeri de Reforma Administrativa i Governança Electrònica, el 17 de juny de 2011.

## Llista dels Ministres de l'Interior (1974-1995)
| Nom                            | Entrada                 | Sortida                | Partit                           | Notes                                                                   |
| ------------------------------ | ----------------------- | ---------------------- | -------------------------------- | ----------------------------------------------------------------------- |
| Georgios Ral·lis               | 24 de juliol de 1974    | 26 de juliol de 1974   | Nova Democràcia                  | Govern de unitat nacional                                               |
| Christoforos Stratos           | 26 de juliol de 1974    | 9 d'octubre de 1974    | Moviment Socialista Panhel·lènic | Govern de unitat nacional                                               |
| Panagiotis Zeppos              | 9 d'octubre de 1974     | 21 de novembre de 1974 | Moviment Socialista Panhel·lènic | Govern de unitat nacional                                               |
| Konstandinos Stefanopoulos     | 21 de novembre de, 1974 | 10 de setembre de 1976 | Moviment Socialista Panhel·lènic |                                                                         |
| Ippokratis Iordanoglou         | 10 de setembre de 1976  | 21 d'octubre de 1977   | Moviment Socialista Panhel·lènic |                                                                         |
| Georgios Mitsopoulos           | 21 d'octubre de 1977    | 28 de novembre de 1977 | Moviment Socialista Panhel·lènic |                                                                         |
| Christoforos Stratos           | November 28, 1977       | September 17, 1981     | Moviment Socialista Panhel·lènic |                                                                         |
| Georgios Daskalakis            | 17 de setembre de 1981  | 21 d'octubre de 1981   | Moviment Socialista Panhel·lènic |                                                                         |
| Georgios Gennimatas            | 21 d'octubre de 1981    | 17 de gener de 1984    | Moviment Socialista Panhel·lènic |                                                                         |
| Menios Koutsogiorgas           | 17 de gener de 1984     | 22 de maig de 1984     | Moviment Socialista Panhel·lènic |                                                                         |
| Panagiotis Markopoulos         | 22 de maig de 1984      | 21 de juny de 1984     | Moviment Socialista Panhel·lènic |                                                                         |
| Menios Koutsogiorgas           | 21 de juny de, 1984     | 9 de maig de 1985      | Moviment Socialista Panhel·lènic |                                                                         |
| Panagiotis Markopoulos         | 9 de maig de 1985       | 5 de juny de 1985      | Moviment Socialista Panhel·lènic |                                                                         |
| Menios Koutsogiorgas           | 5 de juny de 1985       | 5 de febrer de 1987    | Moviment Socialista Panhel·lènic | 26 de juliol de 1985 - 25 d'abril de 1986 també Ministre d'Ordre Públic |
| Emmanouil Papastefanakis       | 5 de febrer de, 1987    | 23 de setembre de 1987 | Moviment Socialista Panhel·lènic |                                                                         |
| Akis Tsochatzopoulos           | 23 de setembre de, 1987 | 2 de juny de 1989      | Moviment Socialista Panhel·lènic | 17 de març de 1989 - 2 de juny de 1989 també Ministre d'Ordre Públic    |
| Panagiotis Markopoulos         | 2 de juny de 1989       | 2 de juliol de 1989    | Moviment Socialista Panhel·lènic | també Ministre d'Ordre Públic                                           |
| Nikos Konstantopoulos          | 2 juliol de 1989        | 12 d'octubre de 1989   | Sinaspismós                      | Govern de coalició                                                      |
| Vassilios Skouris              | 12 d'octubre de 1989    | 23 de novembre de 1989 |                                  | Govern de transició                                                     |
| Theodoros Katrivanos           | 23 de novembre de 1989  | 11 d'abril de 1990     |                                  | Govern de unitat nacional                                               |
| Sotirios Kouvelas              | 11 d'abril de 1990      | 8 d'agost de 1991      | Nova Democràcia                  |                                                                         |
| Nikolaos Kleitos               | 8 d'agost de 1991       | 3 de desembre de 1992  | Nova Democràcia                  |                                                                         |
| Ioannis Kefalogiannis          | 3 de desembre de 1992   | 14 de setembre de 1993 | Nova Democràcia                  |                                                                         |
| Ioannis Georgakis              | 14 de setembre de 1993  | 13 d'octubre de 1993   |                                  | Ministre interí                                                         |
| Akis Tsochatzopoulos           | 13 d'octubre de 1993    | 8 de juliol de 1994    | Moviment Socialista Panhel·lènic |                                                                         |
| Kostas Skandalidis (1r mandat) | 8 de juliol de 1994     | 15 de setembre de 1995 | Moviment Socialista Panhel·lènic |                                                                         |

- El 15 de setembre de 1995, el Ministeri del Primer Ministre i el Ministeri de l'Interior es van fusionar per convertir-se en el Ministeri de l'Interior, Administració Pública i Descentralització.

## Llista dels Ministres de l'Interior, Administració Pública i Descentralització (1995-2007)
| Nom                         | Entrada                 | Sortida                | Partit                           | Notes           |
| --------------------------- | ----------------------- | ---------------------- | -------------------------------- | --------------- |
| Akis Tsochatzopoulos        | 15 de setembre de, 1995 | 30 d'agost de 1996     | Moviment Socialista Panhel·lènic |                 |
| Vassilios Skouris           | 30 d'agost de 1996      | 25 de setembre de 1996 |                                  | Ministre interí |
| Alekos Papadopoulos         | 25 de setembre de 1996  | 19 de febrer de 1999   | Moviment Socialista Panhel·lènic |                 |
| Vasso Papandreou            | 19 de febrer de 1999    | 20 de març de, 2000    | Moviment Socialista Panhel·lènic |                 |
| Georgios Koumantos          | 20 de març de 1999      | 13 d'abril de 2000     |                                  | Ministre interí |
| Vasso Papandreou            | 13 d'abril de 2000      | 24 d'octubre de 2001   | Moviment Socialista Panhel·lènic |                 |
| Kostas Skandalidis          | 24 d'octubre de 2001    | 13 de febrer de 2004   | Moviment Socialista Panhel·lènic |                 |
| Nikolaos-Michail Alivizatos | 13 de febrer de 2004    | 10 de març de 2004     |                                  | Ministre interí |
| Prokopis Pavlopoulos        | 10 de març de 2004      | 24 d'agost de 2007     | Nova Democràcia                  |                 |
| Spyridon Flogaitis          | 24 d'agost de, 2007     | 19 de setembre de 2007 |                                  | Ministre interí |

- El 18 de setembre de 2007, el Ministeri de l'Interior, Administració Pública i Descentralització es va fusionar amb el Ministeri d'Ordre Públic per formar el Ministeri de l'Interior i Ordre Públic.

## Llista dels Ministres de l'Interior i Ordre Públic (2007-2009)
| Nom                  | Entrada                | Sortida                | Partit          | Notes           |
| -------------------- | ---------------------- | ---------------------- | --------------- | --------------- |
| Prokopis Pavlopoulos | 19 de setembre de 2007 | 11 de setembre de 2009 | Nova Democràcia |                 |
| Spyridon Flogaitis   | 11 de setembre de 2009 | 7 d'octubre de 2009    |                 | Ministre interí |

## Llista dels Ministres de l'Interior, Descentralització i Governança (2009-2011)
| Nom              | Entrada             | Sortida            | Partit                           | Notes |
| ---------------- | ------------------- | ------------------ | -------------------------------- | ----- |
| Giannis Ragousis | 7 d'octubre de 2009 | 17 de juny de 2011 | Moviment Socialista Panhel·lènic |       |

## Llista dels Ministres de l'Interior (2011 -)
| Nom                   | Entrada                | Sortida                | Partit                           | Notes                     |
| --------------------- | ---------------------- | ---------------------- | -------------------------------- | ------------------------- |
| Haris Kastanidis      | 17 de juny de 2011     | 11 de novembre de 2011 | Moviment Socialista Panhel·lènic |                           |
| Anastasios Giannitsis | 11 de novembre de 2011 | 21 de juny de 2012     | Moviment Socialista Panhel·lènic | Govern de unitat nacional |
| Evripidis Stylianidis | 21 de juny de 2012     | Titular                | Nova Democràcia                  | Govern de coalició        |